# Jórgosz Pelajíasz
Jórgosz Pelajíasz (Nicosia, 1985. május 10. –)  ciprusi válogatott labdarúgó, a ASZIL Líszisz játékosa.

## Mérkőzései a ciprusi válogatottban
| #  | Dátum             | Ellenfél | Eredmény | Kiírás       | Esemény |
| -- | ----------------- | -------- | -------- | ------------ | ------- |
| 1. | 2011. október 7.  | Dánia    | 1 – 4    | Eb-selejtező |         |
| 2. | 2011. október 11. | Norvégia | 1 – 3    | Eb-selejtező | 6'      |